# Catriona Matthew
Catriona Isobel Matthew (som ogift Lambert), född 25 augusti 1969 i Edinburgh, är en skotsk professionell golfspelare som främst spelar på den USA-baserade LPGA Tour men även är medlem i Ladies European Tour.

## Amatörkarriär
Catriona Lambert föddes i Edinburgh men växte upp i North Berwick och lärde sig spela golf på North Berwick West Links i staden. Hon hade en framgångsrik junior- och amatörkarriär och blev bland annat skotsk flickmästare 1986 och skotsk U-21-slagspelsmästare 1988 och 1989. Hon blev utsedd till årets skotska amatör 1991, 1993 och 1994 samt bästa brittiska amatör 1993. Hon var med år 1990, 1992 och 1994 års Curtis Cup-lag. 1992 tog hon en examen inom bokföring vid University of Stirling, ett av få brittiska universitet som erbjuder golfstipendier.

## Proffskarriär
Matthew kvalificerade sig för LPGA Tour genom att dela femteplatsen vid 1994 års kvalificeringsturnering, och fick undantagsstatus för 1995 års säsong. Hon etablerade sig på touren, och 2001 placerade hon sig på tionde plats på penninglistan. Hennes två LPGA-segrar kom 2001 vid Cup Noodles Hawaiian Ladies Open och 2004 vid Wendy's Championship for Children.
Matthew spelar också ett fåtal europatourtävlingar varje säsong, och vann Australian Ladies Open år 1996. Det var hennes första proffsseger. Hon vann även 1998 års McDonald's WPGA Championship. 1998 deltog hon i Solheim Cup, och var förstareserv för 2000 års tävling. År 2002 blev hon utelämnad ur laget, vilket orsakade vissa kontroverser. 2003 blev hon dock utvald i laget, och samlade också in den poäng som garanterade sitt lag segern. Även 2005 valdes hon att spela i laget. 2005 och 2006 bildade hon och Janice Moodie det skotska laget i Women's World Cup of Golf. och var med i det internationella laget som segrade i den första Lexus Cup.
År 2006 låg hon på 19:e plats i golfens världsranking, vilket gjorde henne till världens främsta brittiska kvinnliga golfare.
Den 2 augusti 2009 vid Royal Lytham and St Annes tog hon hem segern i Women's British Open med ett slutresultat på tre under par. Hon är den första skotska damgolfaren att vinna en majortävling.